# Vanessa Beecroft
Pour les articles homonymes, voir Beecroft.

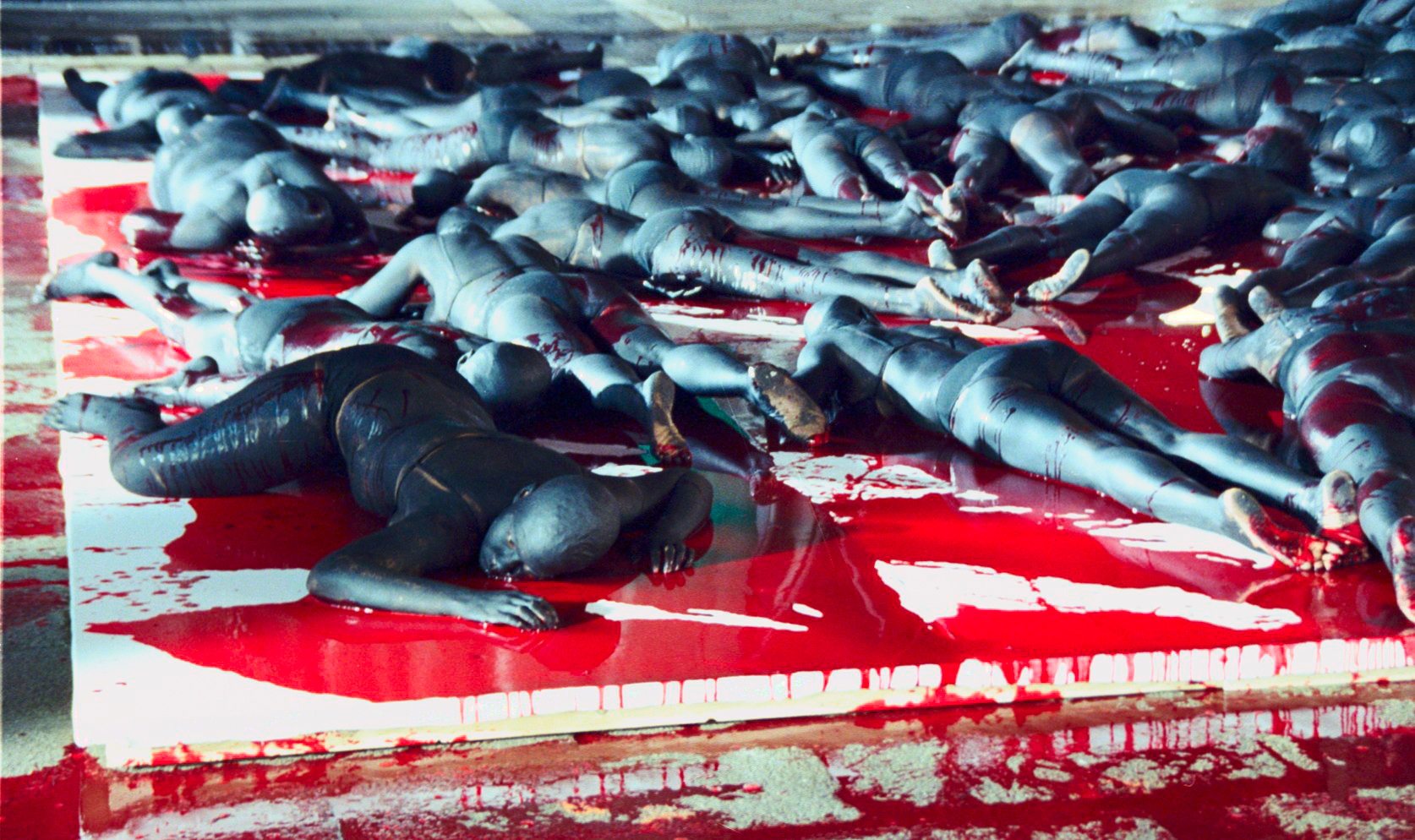
Still Death! Darfur Still Death, 2007.

Vanessa Beecroft, née le 25 avril 1969 à Gênes, est une artiste et photographe italienne active aux États-Unis.

## Biographie
Vanessa Beecroft grandit à Santa Margherita Ligure et à Malcesine, près du lac de Garde. Entre 1983 et 1987, Vanessa Beecroft étudie l'architecture au Civico Liceo Artistico Nicol à Gênes. Entre 1987 et 1988, elle étudie la linguistique des Beaux-arts[réf. nécessaire], puis la scénographie à l'Académie des beaux-arts de Brera à Milan, entre 1988 et 1993.
À partir de 1994, elle commence une série de performances portant sa marque personnelle : le temps d'une soirée, généralement pour le vernissage-événement d'une galerie ou dans un musée, un groupe de personnes archétypiques — militaires en uniformes, femmes de type caucasien nues, femmes rousses nues — se tiennent debout, statiques, offertes à la contemplation.
Elle s'installe à New York, en 1997. Elle utilise alors des figures mâles pour ses performances ; soldats et officiers des différents corps de l'armée américaine.
La démarche de Beecroft a une portée anthropologique flagrante, caractéristique d'une évolution tardive du post-modernisme, où les référents à la société du spectacle interviennent dans la conception, la production et la réception de l'œuvre : au musée Guggenheim de New York, la société de conseil en commissariat d'exposition Yvonne Force Inc. a produit la performance intitulée laconiquement Show, où la critique Roberta Smith relève les réactions sceptiques du public et des critiques. La performance, toujours statique, donne au public ou au spectateur un minima d'interaction et d'impact psychologique à consommer dans un temps donné. On remarque les vêtements des sculptures conçus par Tom Ford et leur maquillage réalisé par Pat McGrath, éléments d'une mise en scène où la place de la culture et des relations qu'elle entretient dans la société actuelle sont remis à leur place légitime.
Forte de sa formation intellectuelle, Beecroft adopte une attitude ironique, voire condescendante envers les hommes : l'artificialité éclatante de ses mises en scène sont contrebalancées par son rappel : la beauté féminine n'a jamais eu sa place dans l'art et ses codifications cannibalisantes. Ainsi, dans une société où les détails vestimentaires ont une portée existentielle et véhiculent des marques identitaires, Beecroft intègre les codes plastiques où sont enchâssés l'être contemporain, et en particulier les femmes, pour mieux les mettre à nu.

## Performances
- 1993 :
  - VB01 Film, à la Galleria Inga-Pin, à Milan.
- 1994 
  - VB02 Jane bleibt Jane, à la Galleria Fac-Simile, à Milan.
  - VB03 Mädchen in Uniform, à la Galleria Massimo De Carlo, à Milan.
  - VB04 Nicht Versöhnt au Trevi Flash Art Museum, à Trevi.
  - VB05, au Castello delle Serre, à Rapolano Terme.
  - VB06 R. und auch P., au Musée d'art contemporain du château de Rivoli, à Rivoli.
  - VB07 Lotte, à Andrea Rosen Galleryn à New York.
  - VB08 Lotte im Kampf mit den Bergen, au P.S. 1 Contemporary Art Center, à Long Island City (New York).
  - VB09 Ein Blonder  Traum, à la Galerie Schipper & Krome, à Cologne.
  - VB10, au Palazzini Liberty, à Milan.
- 1995 :
  - VB11, à la Galerie Analix, à Genève.
  - VB12 à l'Associazione Culturale Arte Nova, à Pescara.
  - VB13 Play / Replica, à Art Basel, à Bâle.
  - VB14, à Castelvetro di Modena.
  - VB15, à la Fondation Cartier pour l'art contemporain, à Paris.

- 1996 :
  - VB16, au Deitch Projects, à New York.
  - VB17, à la DESTE Foundation for Contemporary Art (collection Dakis Joannou), à Athènes.
  - VB18, au Musée d'art contemporain, à Bordeaux.
  - VB19, à la Renaissance Society (Université de Chicago), à Chicago (Illinois).
  - VB20, à l'Institute of Contemporary Art, à Philadelphie (Pennsylvanie).
  - VB21, à la Galleria Massimo De Carlo, à Milan.
  - VB22, au Miu Miu Store, à New York.
  - VB23, au Musée Ludwig, à Cologne.
  - VB24, à la Galerie Ghislaine Hussenot, à Paris.
  - VB25, au Stedelijk Van Abbemuseum, à Eindhoven.
- 1997 :
  - VB26, à la Galleria Lia Rumma, à Naples.
  - VB27, à la Galerie Analix, à Genève.
  - VB28 XLVII Esposizione Internazionale d'Arte, à la Biennale de Venise.
  - VB29, à l'Institut international d'art contemporain, à Lyon.
  - VB30, à la II Biennal, à Santa Fe (Nouveau-Mexique).
  - VB31, à l'Institute of Contemporary Art, à Boston (Massachusetts).
  - VB32 Germany, au Museum Abteiberg, à Mönchengladbach.
  - VB33, à l'Institute of Contemporary Arts, à Londres.
- 1998 :
  - VB34 Royal Opening, au Moderna Museet, à Stockholm.
  - VB35 Show, au musée Solomon R. Guggenheim, à New York, 20 jeunes femmes, debout pendant trois heures, dans la rotonde du musée conçu par Frank Lloyd Wright, en talons hauts, nues ou portant un bikini Gucci.
  - VB36, à la Galerie füt Zeitgenössische Kunst, à Leipzig, le 16 mai 1998.
- 1999 :
  - VB37, au Spiral / Wacoal Art Center, à Tōkyō, le 10 mars 1999.
  - VB38, à la galerie Analix, à Genève.
  - VB39 US Navy SEALs, au Museum of Contemporary Art, à San Diego (Californie), 16 membres des forces de la marine des États-Unis, en uniforme blanc, au garde-à-vous, dans une pièce blanche.
  - VB40, au Museum of Contemporary Art, à Sydney, les 2, 4 et 5 août 1999, 19 jeunes femmes, vêtues d'un soutien-gorge couleur chair, d'un collant rouge et de chaussures rouges à talons hauts, et au milieu, une jeune femme nue en talons hauts ; la performance était inspirée par l'équipe olympique australienne de natation, dans la perspective des Jeux olympiques de Sydney en 2000 ; les participantes ont été recrutées en fonction de leur physique de type "anglo-saxon" ou "irlandais", dans des clubs de surf, de sauveteurs, et des agences de mannequins.
- 2000 :
  - VB42 Intrepid: The Silent Service, au Intrepid Sea, Air & Space Museum, pour la 2000 Biennial Exhibition du Whitney Museum of American Art, à New York, le 21 avril 2000, 35 marins en uniforme de service, sur le pont d'envol du porte-avions Intrepid, amarré sur les rives de l'Hudson, dans le port de New York.
  - VB43, à la Gagosian Gallery, à Londres, le 9 mai 2000, 23 jeunes femmes nues, à la peau très pâle, portant des perruques rouges et des talons-aiguilles, debout, silencieuses, sans mouvement ni interactions avec le public.
- 2001 :
  - VB45, à la Kunsthalle de Vienne, 45 jeunes femmes nues, les cheveux coupés très courts, portant des bottes de Helmut Lang, à l'allure nazie.
  - VB46, à la Gagosian Gallery, à Los Angeles (Californie), 20 jeunes femmes nues, épilées, portant des perruques blondes, les cils blondis, talons-aiguilles de Alessandro Dell'Acqua ; deux femmes (une asiatique en talons-aiguilles et rouge à lèvres lavande, et une rousse aux cheveux longs, le pubis enduit de cire rouge) tournent autour du groupe pendant les trois heures de la performance.
  - VB47, au Peggy Guggenheim Museum, à Venise, des jeunes femmes nues, portant des sandales dessinées par Alexander McQueen, et des chapeaux comme des masques du chapelier Philip Treacy ; la performance s'inspire de l'œuvre de Giorgio de Chirico.
  - VB48, au palais ducal, à Gênes, le mardi 3 juillet 2001, 30 jeunes femmes Nigérianes nues ; inspirée par l'immigration africaine en Italie et le décor baroque de la salle du Grand Conseil, la performance est réalisée pour l'ouverture du sommet du G8 à Gênes (ville natale de Vanessa Beecroft), dans la salle de réunion du sommet.
- 2002 : 
  - VB50, à la Biennale de Sao Paulo, des dizaines de jeunes femmes nues, de diverses origines, certaines portant des perruques, et dont les couleurs de peau offrent une palette très variée, en écho à la diversité ethnique du Brésil.
  - VB51, au château Vinsebeck, à Steinheim, 25 femmes d'âges divers, des proches de l'artiste (sa mère, sa sœur, sa belle-mère), des membres de l'aristocratie locale, et les deux actrices Hanna Schygulla et Irm Hermann, vêtues de toges blanches, dans l'un des salons baroques du château ; Hanna Schygulla récite des extraits du Winterreise de Franz Schubert ; la performance fait l'objet d'un film, conçu lui-même comme une œuvre, et non la simple transcription de l'événement. Film de la performance dans la collection de la Kunsthalle de Bielefeld.
- 2003 :
  - VB52 et Retrospective, au Musée d'art contemporain du château de Rivoli, à Turin,  trois groupes de femmes (de jeunes modèles, nues ; des proches de l'artiste et des participants à des performances passées, vêtues de tuniques colorées ; des femmes de la haute société turinoise, vêtues de tuniques entre le beige et le jaune), assises sur des chaises en verre, devant une table en verre ; les serveurs leur présentent des plats assortis ; les femmes mangent lentement, en silence.
- 2004 :
  - VB53 Tepidarium, au Giardino dell'Orticultura, à Florence, le 23 juin 2004, 21 jeunes femmes nues, plantées dans la terre des serres dessinées par Giacomo Roster.
  - VB54 Terminal 5, au TWA Flight Center (architecte Eero Saarinen), à JFK International Airport, à New York, des dizaines de femmes afro-américaines, nues et debout, enchaînées par les pieds.
- 2005 :
  - VB55, à la Neue Nationalgalerie (dans le pavillon vitré, architecte Ludwig Mies van der Rohe), à Berlin, en avril 2005, une centaine de femmes, de 18 à 65 ans, debout pendant trois heures, en collant transparent et le torse enduit d'huile[3].
  - VB56, au magasin Louis Vuitton, sur les Champs-Élysées, à Paris, en octobre 2005, des jeunes femmes nues, disposées sur des étagères, à côté de sacs et bagages de la firme Louis Vuitton.
  - VB58, à la Push Button House, à Collins Park, dans le cadre de Art Basel Miami Beach, en décembre 2005.
- 2006 :
  - Exposition Alphabet Concept, à l'Espace Louis Vuitton, à Paris : logo LV et Louis Vuitton figurés par les corps nus de jeunes femmes.
  - VB59, à la National Gallery, à Londres.
  - VBLV, au 11e Art Forum, à Berlin : exposition des photographies réalisées à l'Espace Louis Vuitton.
- 2007 :
  - VB60, dans le centre commercial Shinsegae, à Séoul, le 26 février 2007, 31 jeunes modèles féminins, habillées de rouge et de maillots couleur chair, debout sur les marches d'un escalier entre le 4e et le 5e étage du magasin ;  filmées par des caméras vidéo, elles chutent l'une après l'autre, de fatigue et d'ennui.
  - VB61 Still Death! Darfur Still Deaf? , le 8 juin 2007, à la Pescheria di Rialto, à Venise, environ 30 Soudanaises, couchées sur le ventre, sur un tapis blanc au sol ; le dispositif simule un empilement de cadavres ; la noirceur des corps est renforcée par un maquillage ; Vanessa Beecroft asperge les corps de larges traits de peinture rouge.
- 2008 :
  - VB62 : à l'ancienne église de Santa Maria dello Spasimo, à Palerme, en juillet 2008, 27 femmes peintes en blanc parmi 13 statues en plâtre, en référence à la sculpture baroque sicilienne, en particulier à l'œuvre de Giacomo Serpotta.
  - VB63/VBKW : à la Ace Gallery, à Los Angeles (Californie), le 14 octobre 2008, à l'occasion d'une audition de l'album de Kanye West 808s and Heartbreak.
- 2009 :
  - VB64, au Deitch Projects, à Long Island City (New York), le 6 mars 2009, de 19h00 à 22h00, 20 jeunes femmes nues, le corps maquillé en blanc, couchées sur le sol, parmi des moulages en plâtre[4]. La performance fait référence à la sculpture funéraire baroque en Sicile ; la première version a été présentée en juillet 2008 à Palerme (VB62).
  - VB65, au Padiglione d’Arte Contemporanea, à Milan, des immigrants africains, vêtus de costumes noirs, assis à une table en verre, mangent avec leurs mains du poulet et du pain noir ; la performance évoque la Dernière Cène.
- 2010 : 
  - VB66, au Mercato Ittico (Marché aux poissons), à Naples, le lundi 15 février 2010, des dizaines de jeunes femmes nues dont le corps est maquillé en noir, mêlées à des sculptures réalisées par moulage, et des fragments de corps moulés ; la performance joue sur les notions de noir et d'ombre, et fait référence à la sculpture antique, aux corps calcinés de Pompéi, et à la réification du corps des femmes.
  - VB68, au Museum für Moderne Kunst, à Francfort-sur-le-Main, le mercredi 24 novembre 2010, de 20h00 à 23h00.

### Filmographie
- 2008 : Pietra Brettkelly, The Art Star and the Sudanese Twins, documentaire sur le travail de Vanessa Beecroft au Soudan et ses tentatives d'adoption de deux jumeaux soudanais.